# العلاقات الأفغانية الإكوادورية
العلاقات الأفغانية الإكوادورية هي العلاقات الثنائية التي تجمع بين أفغانستان والإكوادور.

## مقارنة بين البلدين
هذه مقارنة عامة ومرجعية للدولتين:
| وجه المقارنة                                              | أفغانستان                    | الإكوادور                      |
| --------------------------------------------------------- | ---------------------------- | ------------------------------ |
| المساحة (كم2)                                             | 652.23 ألف                   | 283.56 ألف                     |
| عدد السكان (نسمة)                                         | 34.94 مليون                  | 16.62 مليون                    |
| الكثافة السكانية (ن./كم²)                                 | 53.57                        | 58.61                          |
| العاصمة                                                   | كابل                         | كيتو                           |
| اللغة الرسمية                                             | اللغة البشتوية، اللغة الدرية | اللغة الإسبانية، كيشوا ‏، شوار ‏ |
| العملة                                                    | أفغاني                       | دولار أمريكي، سوكري إكوادوري   |
| الناتج المحلي الإجمالي (بليون دولار)                      | 20.82 مليار                  | 103.06 مليار                   |
| الناتج المحلي الإجمالي (تعادل القوة الشرائية) بليون دولار | 62.62 مليار                  | 185.24 مليار                   |
| الناتج المحلي الإجمالي الاسمي للفرد دولار أمريكي          | 594                          | 6.21 ألف                       |
| الناتج المحلي الإجمالي للفرد دولار أمريكي                 | 1.93 ألف                     | 11.37 ألف                      |
| مؤشر التنمية البشرية                                      | 0.479                        | 0.746                          |
| رمز المكالمات الدولي                                      | +93                          | +593                           |
| رمز الإنترنت                                              | .af                          | .ec                            |
| المنطقة الزمنية                                           | ت ع م+04:30                  | 00                             |

## منظمات دولية مشتركة
يشترك البلدان في عضوية مجموعة من المنظمات الدولية، منها:
| علم المنظمة | اسم المنظمة                        | تاريخ انضمام أفغانستان | تاريخ انضمام الإكوادور |
| ----------- | ---------------------------------- | ---------------------- | ---------------------- |
|             | وكالة ضمان الاستثمار متعدد الأطراف | 16 يونيو 2003          | 12 أبريل 1988          |
|             | منظمة الشرطة الجنائية الدولية      | ?                      | ?                      |
|             | منظمة حظر الأسلحة الكيميائية       | ?                      | ?                      |
|             | الأمم المتحدة                      | 19 نوفمبر 1946         | 21 ديسمبر 1945         |
|             | مؤسسة التمويل الدولية              | 23 سبتمبر 1957         | 20 يوليو 1956          |
|             | يونسكو                             | 4 مايو 1948            | 22 يناير 1947          |
|             | مؤسسة التنمية الدولية              | 2 فبراير 1961          | 7 نوفمبر 1961          |
|             | البنك الدولي للإنشاء والتعمير      | 14 يوليو 1995          | 28 ديسمبر 1945         |
|             | الاتحاد البريدي العالمي            | ?                      | ?                      |
|             | الاتحاد الدولي للاتصالات           | 12 أبريل 1928          | 17 أبريل 1920          |

## وصلات خارجية
- موقع وزارة الخارجية الأفغانية
- موقع وزارة الخارجية الإكوادورية